# 레슬리 말톤

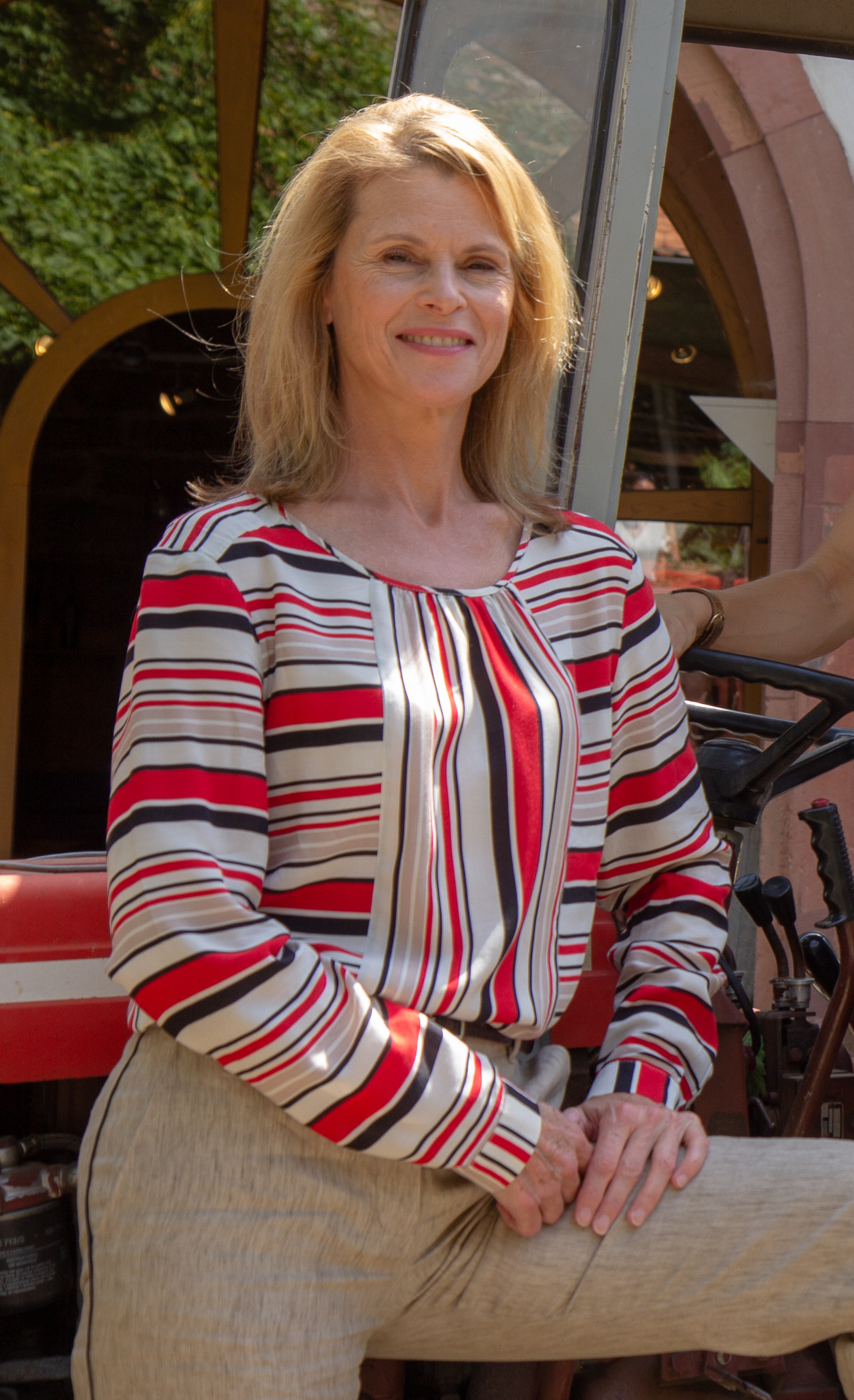

레슬리 말톤(Leslie Malton, 1958년 11월 15일 ~ )은 미국의 연극 배우, 영화배우이다.
워싱턴 D.C.에서 태어났다.

## 영화
- 택시 (2015년)
- 다 게트 노흐 바스! (2013년)
- 런 이프 유 캔 (2010년)
- 더 박서 (2009년)
- 폴라의 비밀 (2006년)
- 내 남자 길들이기 (2006년)
- 핸드 인 핸드 (2001년) - 페트라 안데르센 역
- 윈디 (1984년)
- 포제션 (1981년)